# Roni Peiponen
Roni Peiponen (Kuopio, Finlandia; 9 de abril de 1997-1 de diciembre de 2022) fue un futbolista finlandés que jugaba en la posición de lateral derecho.

## Carrera

### Club
| Periodo   | Club                     |
| --------- | ------------------------ |
| 2014      | Klubi 04                 |
| 2015      | HJK Helsinki             |
| 2015–2017 | Molde FK                 |
| 2016      | → Åsane Fotball (cedido) |
| 2016      | → HJK Helsinki (cedido)  |
| 2017      | → Klubi 04 (cedido)      |
| 2018–2020 | HJK Helsinki             |
| 2022      | Malmin Palloseura        |

En noviembre de 2015, Peiponen pasó del HJK Helsinki al Molde FK noruego con un contrato de tres años y medio. El 1 de abril de 2016, fue cedido al Åsane por Molde. Tras una exitosa cesión en el Åsane, regresó al HJK Helsinki cedido hasta noviembre de 2017.

### Selección nacional
Jugó en varias selecciones menores de Finlandia desde la sub-15 a la sub-21 en donde jugó en 48 partidos y anotó seis goles en todo el proceso menor.

## Vida personal y muerte
Se retiró en julio de 2020 por la cantidad de lesiones persistentes, lo que lo llevó a un cuadro de depresión y tomaba medicamentos para poder dormir, aunque regresó a la actividad deportiva en 2022 con el Malmin Palloseura. Se quitó la vida el 1 de diciembre de 2022.

## Logros
- Primera División de Finlandia: 2

2018, 2020
- Copa de Finlandia: 1

2020